# 比利亚斯达尔多
比利亚斯达尔多，是西班牙卡斯蒂利亚-莱昂萨拉曼卡省的一个市镇。 总面积22平方公里，总人口22人（2001年），人口密度1人/平方公里。